# 크리스 쿠오모
크리스토퍼 찰스 쿠오모(Christopher Charles Cuomo, 1970년 8월 9일~)는 미국의 텔레비전 기자이다.
CNN에서 쿠오모 프라임 타임을 진행했다. 그는 ABC 뉴스 방송의 20/20프로그램의 공동 앵커였다. 주말 프로인 New Day의 편집자이기도 했다. 쿠오모는 뉴욕시 퀸즈에서 태어났다. 마틸다와 전 뉴욕 지사 인 마리오 쿠오모의 아들이다. 그의 형은 현재 뉴욕 주지사인 앤드루 쿠오모이다. 예일 대학교 학부를 바치고 포덤 대학교 법학대학원에서 법무박사(J.D.)를 받았다. 2021년 성추행 혐의를 받고 CNN 방송국 직원이 퇴사하였다.

## 같이 보기
- 마리오 쿠오모
- 앤드루 쿠오모